# Дир, Лариса Владимировна
Лариса Владимировна Дир (укр. Лариса Володимирівна Дір; род. 1968, село Гута-Межигорская) — украинский дипломат. Чрезвычайный и полномочный посол Украины в Республике Северная Македония (с 2022). Чрезвычайный и полномочный посол (2024).

## Биография
Родилась в 1968 году в селе Гута-Межигорская, Киево-Святошинский район, Киевская область. Получила высшее образование в Национальном юридическом университете имени Ярослава Мудрого (2006); окончила Дипломатическую академию МИД Украины (1998).
В 1994—1998 годах — специалист 2 категории, атташе договорно-правового департамента МИД Украины.
В 1998—2002 годах — третий секретарь посольства Украины в Соединённом Королевстве Великобритании и Северной Ирландии.
В 2002—2005 годах — третий секретарь, второй секретарь договорно-правового отдела юридического департамента МИД Украины.
В 2005—2011 годах — первый секретарь, советник, начальник отдела нормативно-правовой работы департамента правового обеспечения, заместитель начальника департамента правового обеспечения МИД Украины.
В 2011—2014 годах — заместитель директора Департамента персонала МИД Украины.
В 2014—2022 годах — глава Управления по делам украинцев за рубежом и гуманитарного сотрудничества МИД Украины.
С 4 мая 2022 года — чрезвычайный и полномочный посол Украины в Республике Северная Македония.
Говорит по-английски.

## Дипломатический ранг
- Чрезвычайный и полномочный посланник первого класса (23 августа 2018)[4].
- Чрезвычайный и полномочный посол (21 декабря 2024)[5].